# Nasir Hussain (zapaśnik)
Nasir Hussain – iracki zapaśnik walczący w stylu wolnym. 
Brązowy medalista mistrzostw Azji w 1981 roku.